# ارلوف (دهانه)
ارلوف یک دهانه برخوردی در ماه‌ است.

## دهانه‌های اقماری
این دهانه ۲ دهانه اقماری دارد.
| Orlov | عرض جغرافیایی | طول جغرافیایی | قطر           |
| ----- | ------------- | ------------- | ------------- |
| Y     | ۲۲.۸° S       | ۱۷۵.۱° W      | ۱۲۶.۰ کیلومتر |
| D     | ۲۴.۸° S       | ۱۷۳.۴° W      | ۲۷.۰ کیلومتر  |